# Koca Musa Pascha
Koca Musa Pascha (* im 16. oder 17. Jahrhundert; † 22. Januar 1647 bei Euböa) war ein osmanischer Staatsmann. Er war von 1645 bis 1647 als Kapudan Pascha Oberbefehlshaber der Marine des Osmanischen Reiches, Provinzgouverneur des Eyâlet Ägypten (1630/31), Gouverneur des Eyâlet Budin (ca. 1636–1638 und 1640–1644) und des Eyâlet Silistra (1644/45). Außerdem war er Wesir.

## Leben
Musa Pascha wurde im Eyâlet Bosnien geboren und besuchte die Enderun-Schule im Palast in Istanbul.

## Gouverneur von Ägypten
1630/31 ernannte ihn Sultan Murad IV. zum Gouverneur des Eyâlet Ägypten. Musa Paschas Amtszeit wurde von mehreren Quellen als brutal beschrieben. Am ersten Tag seiner Regierung ließ er einen Mann enthaupten und sein Eigentum beschlagnahmen, außerdem kreuzigte er den Sohn eines lokalen Scherifen. Nachdem Musa Pascha verschiedene Regierungsämter an Freunde und Bedienstete verteilt hatte und sich so das Missfallen der Sandschakbeys zugezogen hatte, gab er die Ämter an ihre früheren Inhaber zurück, beschuldigte einen Ağa und beschlagnahmte dessen Wohnsitz als vermeintliche Bestrafung. Während seiner Amtszeit begann Musa Pascha mit einer Reform des Gehaltssystems zu seinen Gunsten und versuchte Methoden zu finden, das Erbe wohlhabender Einheimischer zu beanspruchen.
Im März 1631 befahl der Sultan Musa Pascha, ihm Truppen für den Feldzug gegen die persischen Safawiden zu schicken. Musa Pascha übergab Emir Kitas Bey, der aus Tscherkessien stammte, das Kommando über diese Truppen und erhob eine Steuer auf das Land, um die Kamele für den Transport der Truppen nach Persien zu bezahlen. Irgendwann verkündete er Kitas Bey, dass die Mittel für den Feldzug nicht ausreichen würden und dieser abgesagt wurde. Als Kitas Bey protestierte, ließ ihn Musa Pascha töten: Am Mittwoch, dem 9. Juli 1631, dem Arafa-Tag am Vorabend des Opferfests, einem Tag, an dem die Emire traditionell das Haus des Gouverneurs besuchten, um ihm alles Gute zu wünschen, war auch Kitas Bey anwesend. Plötzlich ließ Musa Pascha eine Gruppe von Männern Kitas Bey ergreifen, wobei ein Mann ihn mit einem einzigen Axtschwung enthauptete, während bis zu 40 weitere auf seinen Körper einstachen. Die Emire standen entsetzt daneben.
Nachdem die von Kasım Bey angeführten Sandschakbeys eine Beerdigung für Kitas Bey organisiert hatten, erklärten sie der gesamten ägyptischen Garnison, dass, wer auch immer an diesem Tag bei Musa Paschas Festlichkeiten für das Opferfest anwesend sein würde, mit dem Tod bestraft werde. In der Zwischenzeit wartete Musa Pascha auf die Ankunft der Gäste. Als keiner kam, ging er zum Gebet in die Al-Nasir-Muhammad-Moschee. Danach setzte er sich mit den Mitgliedern seines Haushalts zu einem gemeinsamen Essen zusammen und ließ den Rest schließlich unter den Armen von Kairo verteilen.
Die Anführer der Truppen trafen sich in Kasım Beys Haus und beschlossen nach Beratungen, den örtlichen Kazasker als Vertreter für sie zu beauftragen, mit Musa Pascha zu reden. Der Kazasker fragte Musa Pascha im Namen der Truppen, warum er an einem so heiligen Tag diesen Mord begangen habe und verlangte die Herausgabe der Männer, die Kitas Bey ermordet hatten. Musa Pascha antwortete, dass er nichts ohne Befehle des Sultans getan habe und keiner der Forderungen der Truppen nachkommen könne. Obwohl diese Reaktion bei den Truppen Missfallen hervorrief, gingen sie, ohne etwas zu unternehmen. Erst später ergriff man vier von Musa Paschas engen Vertrauten und tötete sie.
Zwei Tage später, am 11. Juli 1631, versammelten sich die führenden Offiziere erneut mit allen Sandschakbeys in der Madrasa der Sultan-Hassan-Moschee. Anwesend waren außerdem der Kazasker, der Naqib al-Ashraf und der Mufti der Moschee. Diese Vertreter wurden erneut mit der gleichen Liste von Forderungen zu Musa Pascha geschickt, diesmal nannten sie auch acht der Attentäter beim Namen und forderten, dass sie den Truppen übergeben würden. Musa Pascha antwortete, dass die Verantwortung allein bei ihm liege und dass die Männer nur seinen Befehlen gefolgt seien. Er bot an, sich selbst auszuliefern und den Soldaten zu erlauben, an seiner Stelle einen Kaymakam zu ernennen. Die Truppenführung war gespalten: Einige glaubten, sie hätten nicht die Befugnis, den Gouverneur zu ersetzen, während andere Musa Pascha einfach ermorden und die acht Männer entführen wollten.
Schließlich einigten sich die Truppen auf einen amtierenden Gouverneur, den älteren Finanzminister Hasan Bey. Musa Pascha schrieb sofort an Sultan Murad IV., um ihn über den Staatsstreich zu informieren. Aber auch die Truppen informierten den Sultan erklärten ihre Handlungen in einer Petition. Die Soldaten schrieben in türkischer Sprache, während die Ulemas eine arabische Version schickten. Hasan Bey und die Emire forderten von Musa Pascha eine große Geldsumme als Rückerstattung für das Geld, das er der Staatskasse schuldete. Zur Begleichung der Summe musste er einen Großteil seiner Tiere und Habseligkeiten verkaufen. Der Sultan antwortete, indem er der Entscheidung der Truppen zustimmte und Halil Pascha sandte, um Musa Paschas Platz als Gouverneur einzunehmen. Am 13. September 1631 traf der Berater von Halil Pascha ein, während Hasan Bey bis Oktober als amtierender Gouverneur fungierte, als Halil Pascha schließlich eintraf.

## Provinzgouverneur in anderen Teilen des Reiches
Koca Musa Pascha wurde 1634/35 zum dritten Wesir und 1635/36 zum zweiten Wesir. 1636/37 berief ihn der Sultan zum Gouverneur des Eyâlet Budin, wo er bis 1637/38 im Amt blieb. 1639/40 wurde er erneut Gouverneur von Budin. 1644 wurde er Gouverneur von Silistra.

## Kapudan Pascha und Tod
1645 ernannte ihn der Sultan zum Kapudan Pascha der Osmanischen Marine. Nur zwei Jahre später starb Musa Pascha im Kampf mit einer Flotte der Republik Venedig in der Nähe der griechischen Insel Euböa im Jahr 1647 während des Krieges um Kreta (1645–1669). Sein Leichnam wurde in den Bezirk Üsküdar in Istanbul gebracht und dort bestattet.